# Grande Prêmio de São Paulo de 2021
O Grande Prêmio de São Paulo de 2021 (também conhecido como Grande Prêmio do Brasil de 2021; formalmente denominado Fórmula 1 Heineken Grande Prêmio de São Paulo 2021) foi a décima nona etapa da temporada de 2021 da Fórmula 1 e o primeiro Grande Prêmio de São Paulo de Fórmula 1. Foi disputado em 14 de novembro de 2021 no Autódromo José Carlos Pace, São Paulo, Brasil.

## Relatório

### Antecedentes
No ano de 2020, devido a pandemia de COVID-19, o Grande Prêmio do Brasil, que estava em seu último ano de contrato com a Fórmula 1, foi cancelado. Em razão disso, a realização da corrida no Brasil foi disputada entre o Autódromo José Carlos Pace (Interlagos) e a Rio Motorsports, a empresa que almejava construir o Autódromo de Deodoro e levar o Grande Prêmio do Brasil de volta para o Rio de Janeiro. Porém, devido a problemas com liberação ambiental, o autódromo foi inviabilizado, garantindo assim que Interlagos assinasse um novo contrato com a Fórmula 1 para receber uma etapa da categoria até 2025, mas com o evento oficialmente passando a se chamar Grande Prêmio de São Paulo.
A ginasta e campeã olímpica de Tóquio, Rebeca Andrade, foi escolhida pela organização da prova para agitar a bandeira quadriculada que concluirá a corrida.

### Limites da Pista
Os limites de pista serão monitorados apenas na saída da Curva 4 - Chico Landi (Descida do Lago):
Curva 4 - Chico Landi (Descida do Lago)
Um dos trechos mais complicados da pista, logo após a reta oposta do Autódromo José Carlos Pace, em Interlagos. Após observar o primeiro treino livre, o diretor de prova, Michael Masi decidiu que os pilotos não poderão cruzar a linha branca com as quatro rodas de seus carros.

## Resultados

### Treino classificatório
| 1                        | 33 | Max Verstappen     | Red Bull Racing-Honda | 1:09.329 | 1:08.499 | 1:08.372 | 1  |
| 2                        | 77 | Valtteri Bottas    | Mercedes              | 1:09.040 | 1:08.426 | 1:08.469 | 2  |
| 3                        | 11 | Sergio Pérez       | Red Bull Racing-Honda | 1:09.172 | 1:08.973 | 1:08.483 | 3  |
| 4                        | 10 | Pierre Gasly       | AlphaTauri-Honda      | 1:09.347 | 1:08.903 | 1:08.777 | 4  |
| 5                        | 55 | Carlos Sainz Jr.   | Ferrari               | 1:09.046 | 1:09.031 | 1:08.826 | 5  |
| 6                        | 16 | Charles Leclerc    | Ferrari               | 1:09.155 | 1:08.859 | 1:08.960 | 6  |
| 7                        | 4  | Lando Norris       | McLaren-Mercedes      | 1:09.365 | 1:09.030 | 1:08.980 | 7  |
| 8                        | 3  | Daniel Ricciardo   | McLaren-Mercedes      | 1:09.374 | 1:09.093 | 1:09.039 | 8  |
| 9                        | 14 | Fernando Alonso    | Alpine-Renault        | 1:09.391 | 1:09.137 | 1:09.113 | 9  |
| 10                       | 31 | Esteban Ocon       | Alpine-Renault        | 1:09.430 | 1:09.189 | —        | 10 |
| 11                       | 5  | Sebastian Vettel   | Aston Martin-Mercedes | 1:09.451 | 1:09.399 | —        | 11 |
| 12                       | 22 | Yuki Tsunoda       | AlphaTauri-Honda      | 1:09.350 | 1:09.483 | —        | 12 |
| 13                       | 7  | Kimi Räikkönen     | Alfa Romeo-Ferrari    | 1:09.598 | 1:09.503 | —        | 13 |
| 14                       | 99 | Antonio Giovinazzi | Alfa Romeo-Ferrari    | 1:09.342 | 1:10.227 | —        | 14 |
| 15                       | 18 | Lance Stroll       | Aston Martin-Mercedes | 1:09.663 | —        | —        | 15 |
| 16                       | 6  | Nicholas Latifi    | Williams-Mercedes     | 1:09.897 | —        | —        | 16 |
| 17                       | 63 | George Russell     | Williams-Mercedes     | 1:09.953 | —        | —        | 17 |
| 18                       | 47 | Mick Schumacher    | Haas-Ferrari          | 1:10.329 | —        | —        | 18 |
| 19                       | 9  | Nikita Mazepin     | Haas-Ferrari          | 1:10.589 | —        | —        | 19 |
| DSQ                      | 44 | Lewis Hamilton     | Mercedes              | 1:08.733 | 1:08.068 | 1:07.934 | 20 |
| Tempo dos 107%: 1:13.544 |    |                    |                       |          |          |          |    |
| Fonte:                   |    |                    |                       |          |          |          |    |

### Corrida Classificatória
| Pos.                                                                              | Nu. | Piloto             | Construtor            | Voltas | Tempo/Retirado | Grid 1 | Grid 2 | Pontos |
| --------------------------------------------------------------------------------- | --- | ------------------ | --------------------- | ------ | -------------- | ------ | ------ | ------ |
| 1                                                                                 | 77  | Valtteri Bottas    | Mercedes              | 24     | 29:09.559      | 2      | 1      | 3      |
| 2                                                                                 | 33  | Max Verstappen     | Red Bull Racing-Honda | 24     | +1.170         | 1      | 2      | 2      |
| 3                                                                                 | 55  | Carlos Sainz Jr.   | Ferrari               | 24     | +18.723        | 5      | 3      | 1      |
| 4                                                                                 | 11  | Sergio Pérez       | Red Bull Racing-Honda | 24     | +19.787        | 3      | 4      |        |
| 5                                                                                 | 44  | Lewis Hamilton     | Mercedes              | 24     | +20.872        | 20     | 10     |        |
| 6                                                                                 | 4   | Lando Norris       | McLaren-Mercedes      | 24     | +22.558        | 7      | 5      |        |
| 7                                                                                 | 16  | Charles Leclerc    | Ferrari               | 24     | +25.056        | 6      | 6      |        |
| 8                                                                                 | 10  | Pierre Gasly       | AlphaTauri-Honda      | 24     | +34.158        | 4      | 7      |        |
| 9                                                                                 | 31  | Esteban Ocon       | Alpine-Renault        | 24     | +34.632        | 10     | 8      |        |
| 10                                                                                | 5   | Sebastian Vettel   | Aston Martin-Mercedes | 24     | +34.867        | 11     | 9      |        |
| 11                                                                                | 3   | Daniel Ricciardo   | McLaren-Mercedes      | 24     | +35.869        | 8      | 11     |        |
| 12                                                                                | 14  | Fernando Alonso    | Alpine-Renault        | 24     | +36.578        | 9      | 12     |        |
| 13                                                                                | 99  | Antonio Giovinazzi | Alfa Romeo-Ferrari    | 24     | +41.880        | 14     | 13     |        |
| 14                                                                                | 18  | Lance Stroll       | Aston Martin-Mercedes | 24     | +44.037        | 15     | 14     |        |
| 15                                                                                | 22  | Yuki Tsunoda       | AlphaTauri-Honda      | 24     | +46.150        | 12     | 15     |        |
| 16                                                                                | 6   | Nicholas Latifi    | Williams-Mercedes     | 24     | +46.760        | 16     | 16     |        |
| 17                                                                                | 63  | George Russell     | Williams-Mercedes     | 24     | +47.739        | 17     | 17     |        |
| 18                                                                                | 7   | Kimi Räikkönen     | Alfa Romeo-Ferrari    | 24     | +50.014        | 13     | PL     |        |
| 19                                                                                | 47  | Mick Schumacher    | Haas-Ferrari          | 24     | +1:01.680      | 18     | 18     |        |
| 20                                                                                | 9   | Nikita Mazepin     | Haas-Ferrari          | 24     | +1:07.674      | 19     | 19     |        |
| Volta mais rápida: Max Verstappen (Red Bull Racing-Honda) – 1:12.114 (na volta 9) |     |                    |                       |        |                |        |        |        |
| Fonte:                                                                            |     |                    |                       |        |                |        |        |        |

### Corrida
| Pos.                                                                             | Nu. | Piloto             | Construtor            | Voltas | Tempo/Retirado    | Pit Stop | Pneus | Grid | Pontos |
| -------------------------------------------------------------------------------- | --- | ------------------ | --------------------- | ------ | ----------------- | -------- | ----- | ---- | ------ |
| 1                                                                                | 44  | Lewis Hamilton     | Mercedes              | 71     | 1:32:22.851       | 4        |       | 10   | 25     |
| 2                                                                                | 33  | Max Verstappen     | Red Bull Racing-Honda | 71     | +10.496           | 4        |       | 2    | 18     |
| 3                                                                                | 77  | Valtteri Bottas    | Mercedes              | 71     | +13.576           | 4        |       | 1    | 15     |
| 4                                                                                | 11  | Sergio Pérez       | Red Bull Racing-Honda | 71     | +39.940           | 5        |       | 4    | 12+1   |
| 5                                                                                | 16  | Charles Leclerc    | Ferrari               | 71     | +49.517           | 4        |       | 6    | 10     |
| 6                                                                                | 55  | Carlos Sainz Jr.   | Ferrari               | 71     | +51.820           | 4        |       | 3    | 8      |
| 7                                                                                | 10  | Pierre Gasly       | AlphaTauri-Honda      | 70     | +1 volta          | 4        |       | 7    | 6      |
| 8                                                                                | 31  | Esteban Ocon       | Alpine-Renault        | 70     | +1 volta          | 3        |       | 8    | 4      |
| 9                                                                                | 14  | Fernando Alonso    | Alpine-Renault        | 70     | +1 volta          | 3        |       | 12   | 2      |
| 10                                                                               | 4   | Lando Norris       | McLaren-Mercedes      | 70     | +1 volta          | 5        |       | 5    | 1      |
| 11                                                                               | 5   | Sebastian Vettel   | Aston Martin-Mercedes | 70     | +1 volta          | 4        |       | 9    |        |
| 12                                                                               | 7   | Kimi Räikkönen     | Alfa Romeo-Ferrari    | 70     | +1 volta          | 4        |       | PL   |        |
| 13                                                                               | 63  | George Russell     | Williams-Mercedes     | 70     | +1 volta          | 4        |       | 17   |        |
| 14                                                                               | 99  | Antonio Giovinazzi | Alfa Romeo-Ferrari    | 70     | +1 volta          | 4        |       | 13   |        |
| 15                                                                               | 22  | Yuki Tsunoda       | AlphaTauri-Honda      | 70     | +1 volta          | 5        |       | 15   |        |
| 16                                                                               | 6   | Nicholas Latifi    | Williams-Mercedes     | 70     | +1 volta          | 4        |       | 16   |        |
| 17                                                                               | 9   | Nikita Mazepin     | Haas-Ferrari          | 69     | +2 voltas         | 3        |       | 19   |        |
| 18                                                                               | 47  | Mick Schumacher    | Haas-Ferrari          | 69     | +2 voltas         | 5        |       | 18   |        |
| Ret                                                                              | 3   | Daniel Ricciardo   | McLaren-Mercedes      | 52     | Motor             | 2        |       | 14   |        |
| Ret                                                                              | 18  | Lance Stroll       | Aston Martin-Mercedes | 50     | Danos por Colisão | 2        |       | 11   |        |
| Volta mais rápida: Sergio Pérez (Red Bull Racing-Honda) – 1:10.010 (na volta 71) |     |                    |                       |        |                   |          |       |      |        |
| Fonte:                                                                           |     |                    |                       |        |                   |          |       |      |        |

## Voltas na liderança
| Nº de Voltas | Piloto          | Voltas             |
| ------------ | --------------- | ------------------ |
| 52           | Max Verstappen  | 1–27; 31–40; 44–58 |
| 16           | Lewis Hamilton  | 41–43; 59–71       |
| 2            | Valtteri Bottas | 29–30              |
| 1            | Sergio Pérez    | 28                 |

## 2021DHLFastest Pit Stop Award

### Resultado
| 1      | 16 | Charles Leclerc  | Ferrari               | 2.21 | 25 |
| 2      | 44 | Lewis Hamilton   | Mercedes              | 2.36 | 18 |
| 3      | 33 | Max Verstappen   | Red Bull Racing-Honda | 2.39 | 15 |
| 4      | 11 | Sergio Pérez     | Red Bull Racing-Honda | 2.40 | 12 |
| 5      | 55 | Carlos Sainz Jr. | Ferrari               | 2.41 | 10 |
| 6      | 5  | Sebastian Vettel | Aston Martin-Mercedes | 2.46 | 8  |
| 7      | 77 | Valtteri Bottas  | Mercedes              | 2.47 | 6  |
| 8      | 3  | Daniel Ricciardo | McLaren-Mercedes      | 2.49 | 4  |
| 9      | 6  | Nicholas Latifi  | Williams-Mercedes     | 2.51 | 2  |
| 10     | 7  | Kimi Raikkonen   | Alfa Romeo-Ferrari    | 2.53 | 1  |
| Fonte: |    |                  |                       |      |    |

### Classificação
| Tabela do DHL Fastest Pit Stop Award \| Pos \| Construtor \| Pontos \| \| --- \| --------------------- \| ------ \| \| 1 \| Red Bull Racing-Honda \| 464 \| \| 2 \| Mercedes \| 280 \| \| 3 \| Ferrari \| 213 \| \| 4 \| Aston Martin-Mercedes \| 190 \| \| 5 \| Williams-Mercedes \| 189 \| \| 6 \| Alfa Romeo-Ferrari \| 167 \| \| 7 \| Alpine-Renault \| 131 \| \| 8 \| McLaren-Mercedes \| 101 \| \| 9 \| AlphaTauri-Honda \| 84 \| \| 10 \| Haas-Ferrari \| 1 \| |                       |        |
| Pos | Construtor            | Pontos |
| 1 | Red Bull Racing-Honda | 464    |
| 2 | Mercedes              | 280    |
| 3 | Ferrari               | 213    |
| 4 | Aston Martin-Mercedes | 190    |
| 5 | Williams-Mercedes     | 189    |
| 6 | Alfa Romeo-Ferrari    | 167    |
| 7 | Alpine-Renault        | 131    |
| 8 | McLaren-Mercedes      | 101    |
| 9 | AlphaTauri-Honda      | 84     |
| 10 | Haas-Ferrari          | 1      |

## Tabela do campeonato após a corrida
Somente as cinco primeiras posições estão incluídas nas tabelas.
| Pos | Piloto          | Pontos | Var |
| --- | --------------- | ------ | --- |
| 1   | Max Verstappen  | 332.5  | 0   |
| 2   | Lewis Hamilton  | 319.5  | 0   |
| 3   | Valtteri Bottas | 203    | 0   |
| 4   | Sergio Pérez    | 178    | 0   |
| 5   | Lando Norris    | 151    | 0   |

| Pos | Construtor            | Pontos | Var |
| --- | --------------------- | ------ | --- |
| 1   | Mercedes              | 521.5  | 0   |
| 2   | Red Bull Racing-Honda | 510.5  | 0   |
| 3   | Ferrari               | 287.5  | 0   |
| 4   | McLaren-Mercedes      | 256    | 0   |
| 5   | Alpine-Renault        | 112    | 0   |